# Lithophane ustulata
Lithophane ustulata là một loài bướm đêm trong họ Noctuidae.